# Tortuguetes
|  | Aquest article tracta sobre les tortuguetes, uns crustacis notostracis. Vegeu-ne altres significats a «Tortuga». |

Els notostracis (Notostraca) són un ordre de crustacis branquiòpodes coneguts popularment com a tortuguetes i que tenen com a gènere més representatiu Triops. Tenen una ampla distribució i es poden trobar en qualsevol continent excepte a l'Antàrtida.

## Morfologia
Són fàcils de distingir perquè porten una gran closca dorsal, una mena d'escut immòbil, que protegeix la part anterior del cos que està molt segmentada. Tenen un nombre molt variable d'apèndixs (entre 35 i 70) molt segmentat (de 25 a 40 segments), cosa que indica que probablement la segmentació és secundària i cada anell visible pot incloure més d'un segment. Poden arribar a tenir més de 60 parells de potes. La part posterior està constituïda per dos llargs filaments amb forma d'antena. Els ulls estan situats directament sobre la closca, són composts i sèssils, i estan molt junts a la part del damunt l'escut dorsal.

## Hàbitat i comportament

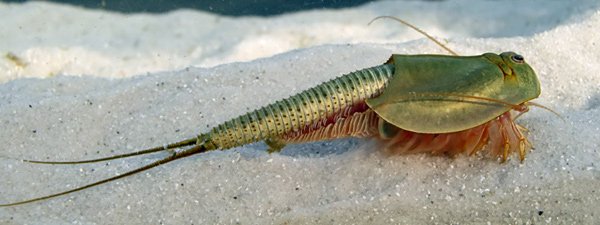
Triops australiensis

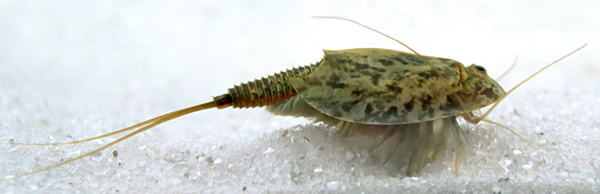
Triops cancriformis

Els notostracis són d'aigua dolça i viuen en basses petites la qual cosa els converteix en una plaga en aquelles regions on l'economia es basa en cultius com l'arròs, que requereixen aigua abundant, ja que entre altres coses, a més dels detritus, s'alimenten de les parts tendres de les plantes.
Com en altres grups de branquiòpodes com els anostracis, els ous sobreviuen al dessecament, i en aquest estat de latència, pot succeir que siguin transportats per altres animals a grans distàncies, per la qual cosa poden tenir una distribució molt gran. Acostumen a aparèixer en grans quantitats en basses que s'inunden de tant en tant, i quan aquestes s'assequen deixen gran quantitat de closques i formes de resistència entre el llot del fons.
Una altra característica que comparteixen amb els anostracis és la capacitat de reproduir-se mitjançant partenogènesi, una forma ràpida de reproducció asexual que els permet colonitzar en poc temps ambients efímers com les basses on viuen.

## Sistemàtica
L'ordre Notostraca conté una sola família, la dels triòpsids (Triopsidae Keilhack, 1909) amb dos gèneres:
Gènere Lepidurus Leach, 1819
- Lepidurus apus (Linnaeus, 1758)
- Lepidurus arcticus (Pallas, 1776)
- Lepidurus batesoni Lonhorst, 1955
- Lepidurus bilobatus Packard, 1883
- Lepidurus couesii Packard, 1875
- Lepidurus cryptus Rogers, 2001
- Lepidurus lemmoni Holmes, 1894
- Lepidurus mongolicus Vekhoff, 1992
- Lepidurus packardi Simon, 1886
- Lepidurus patagonicus Berg, 1900

Gènere Triops Schrank, 1803
- Triops australiensis (Spencer and Hall, 1896)
- Triops baeticus Korn, 2010
- Triops cancriformis (Bosc, 1801)
- Triops emeritensis Korn and Pérez-Bote, 2010
- Triops gadensis Korn and García-de-Lomas, 2010
- Triops granarius (Lucas, 1864)
- Triops longicaudatus (LeConte, 1846)
- Triops mauritanicus Ghigi, 1921
- Triops maximus Korn, 2016
- Triops multifidus Korn, 2016
- Triops newberryi (Packard, 1871)
- Triops simplex Ghigi, 1921
- Triops vicentinus Kor et al., 2010